# Contea di Brewarrina
La contea di Brewarrina è una Local Government Area che si trova nel Nuovo Galles del Sud. Essa si estende su una superficie di 19.188 chilometri quadrati e ha una popolazione di 1.910 abitanti. La sede del consiglio si trova a Brewarrina.